# Isthmohyla zeteki
Isthmohyla zeteki là một loài ếch trong họ Nhái bén.
Nó được tìm thấy ở Costa Rica và Panama.
Môi trường sống tự nhiên của nó là các khu rừng đất thấp ẩm nhiệt đới và cận nhiệt đới. Loài này đang bị đe dọa do mất môi trường sống.